# 가이진
가이진(外人→외인)은 외국인이나 비일본인에게 사용되는 일본어 단어다. 이 단어는 바깥 외(外, 가이)와 사람 인(人, 진)으로 구성된다.
이 단어가 부정적 혹은 경멸적인 의미를 갖는다고 하는 사람도 있으며, 중립적이거나 긍정적이라고 주장 하는 사람도 있다. 가이코쿠진(外国人 (がいこくじん, [ɡaikokɯꜜ(d)ʑiɴ]);→외국인)은 일본 정부나 언론에서 널리 사용되고 있는 보다 중립적이고 약간 공식적인 말이다.